# Mistrzostwa Ameryki Południowej U-17 w piłce nożnej
Mistrzostwa Ameryki Południowej U-16/U-17 w piłce nożnej – są rozgrywkami, w których uczestniczą reprezentacje do lat 17 należące do CONMEBOL. Po raz pierwszy turniej został rozegrany w 1985 roku. W latach 1985–2001 rozgrywano Mistrzostwa Ameryki Południowej U-16. Dopiero od 2002 Mistrzostwa Ameryki Południowej U-17.

## Dotychczasowe finały
| 1985 Szczegóły | Argentyna | Argentyna | Faza Grupowa      | Brazylia  | Ekwador   | Faza Grupowa | Chile     |
| 1986 Szczegóły | Peru      | Boliwia   | Faza Grupowa      | Brazylia  | Ekwador   | Faza Grupowa | Argentyna |
| 1988 Szczegóły | Ekwador   | Brazylia  | Faza Grupowa      | Argentyna | Kolumbia  | Faza Grupowa | Paragwaj  |
| 1991 Szczegóły | Paragwaj  | Brazylia  | Faza Grupowa      | Urugwaj   | Argentyna | Faza Grupowa | Chile     |
| 1993 Szczegóły | Kolumbia  | Kolumbia  | Faza Grupowa      | Chile     | Argentyna | Faza Grupowa | Brazylia  |
| 1995 Szczegóły | Peru      | Brazylia  | Faza Grupowa      | Argentyna | Urugwaj   | Faza Grupowa | Chile     |
| 1997 Szczegóły | Paragwaj  | Brazylia  | Faza Grupowa      | Argentyna | Chile     | Faza Grupowa | Paragwaj  |
| 1999 Szczegóły | Urugwaj   | Brazylia  | 5–0               | Paragwaj  | Urugwaj   | 4–2          | Argentyna |
| 2001 Szczegóły | Peru      | Brazylia  | Faza Grupowa      | Argentyna | Paragwaj  | Faza Grupowa | Wenezuela |
| 2003 Szczegóły | Boliwia   | Argentyna | Faza Grupowa      | Brazylia  | Kolumbia  | Faza Grupowa | Urugwaj   |
| 2005 Szczegóły | Wenezuela | Brazylia  | Faza Grupowa      | Urugwaj   | Ekwador   | Faza Grupowa | Kolumbia  |
| 2007 Szczegóły | Ekwador   | Brazylia  | Faza Grupowa      | Kolumbia  | Argentyna | Faza Grupowa | Peru      |
| 2009 Szczegóły | Chile     | Brazylia  | 2–2 p.d. (6–5 k.) | Argentyna | Urugwaj   | Faza Grupowa | Kolumbia  |
| 2011 Szczegóły | Ekwador   | Brazylia  | Faza Grupowa      | Urugwaj   | Argentyna | Faza Grupowa | Ekwador   |
| 2013 Szczegóły | Argentyna | Argentyna | Faza Grupowa      | Wenezuela | Brazylia  | Faza Grupowa | Urugwaj   |
| 2015 Szczegóły | Paragwaj  | Brazylia  | Faza Grupowa      | Argentyna | Ekwador   | Faza Grupowa | Paragwaj  |
| 2017 Szczegóły | Chile     | Brazylia  | Faza Grupowa      | Chile     | Paragwaj  | Faza Grupowa | Kolumbia  |
| 2019 Szczegóły | Peru      | Argentyna | Faza Grupowa      | Chile     | Paragwaj  | Faza Grupowa | Ekwador   |
| 2023 Szczegóły | Ekwador   | Brazylia  | Faza Grupowa      | Ekwador   | Argentyna | Faza Grupowa | Wenezuela |
| 2025 Szczegóły | Kolumbia  | Brazylia  | 1–1 p.d. (4–1 k.) | Kolumbia  | Wenezuela | 3–0          | Chile     |